# Document Records
Document Records est un label discographique britannique de blues et jazz, basé à Newton Stewart, en Écosse. En particulier, elle possède une quantité importante d'enregistrement datant de la première moitié du XXe siècle. Document possède notamment les enregistrements produits par Edison Company entre 1914 et 1924. 
Document Records est le seul lauréat britannique du Blues Alive Award, qu'il a reçu en 2018.

## Histoire
Document est fondé en 1986 par Johnny Parth, l'ancien propriétaire de Roots Records, en Autriche, afin de rendre disponibles sur un certain nombre de labels européens des disques de blues et gospel inédits datant d'avant la grève des musiciens de 1942-1944. En 1990, Parth se sent obligé de passer de la production de vinyle à celle de CD. Avec ce changement, il consolide le catalogue en rééditions complètes dans l'ordre chronologique, de plus en plus sur le label Document au fur et à mesure que d'autres noms de labels étaient abandonnés. La nouvelle politique consistait à rééditer le plus grand nombre possible d'enregistrements répertoriés dans le livre Blues and Gospel Records, 1890-1943, en y incluant le bluegrass, le spirituals, le jazz et d'autres genres ruraux américains (collectivement connus sous le nom de roots music), réalisés entre 1900 et 1945. Depuis 2000, il appartient à Gary et Gillian Atkinson et est basé à Newton Stewart, en Écosse,,.
Document détient les droits exclusifs d'une grande partie de la musique inédite et d'autres supports audio produits par Edison Records entre 1914 et 1929.

## Artistes
- Albert Ammons
- Cleo Patra Brown
- Doctor Clayton
- Sleepy John Estes
- Blind Boy Fuller
- Jeff Harris
- Alberta Hunter
- Skip James
- Blind Lemon Jefferson
- Monkey Joe (en)
- Bunk Johnson
- Margaret Johnson
- Merline Johnson
- Charley Jordan
- Blind Willie McTell
- Memphis Minnie
- Kid Ory
- Washboard Sam
- Georgia White
- Josh White
- Bill Wyman
- Jimmy Yancey